# Nedre dammen (Orsa socken, Dalarna)
Nedre dammen är en sjö i Orsa kommun i Dalarna och ingår i Dalälvens huvudavrinningsområde.